# 투라강

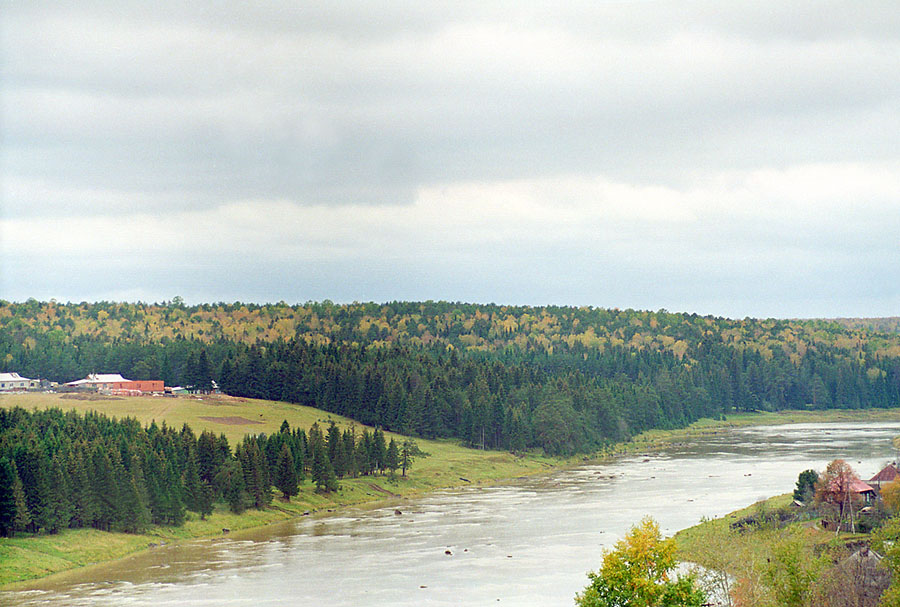

투라강(러시아어: Тура́) 또는 돌가야강(러시아어: Долгая)는 스베르들롭스크주와 튜멘주를 흐르는 강이다. 유역 길이는 1,030 km이다. 유역 면적은 8만 400 km이다. 11월에서 5월 중순까지는 얼어있고, 11월까지는 풀려있다. 살다강, 타길강, 니차강, 피시마강으로 흐른다. 베르흐냐야투라, 니주냐야투라, 베르호투리예, 투린스크와 튜멘이 이 강에 면한 도시이다. 토볼강의 지류이다.